# Smolnikov
Smolnikov je priimek več oseb:
- Aleksej Vasiljevič Smolnikov, sovjetski general
- Igor Aleksandrovič Smolnikov, ruski nogometaš
- Nikolaj Fjodorovič Smolnikov, azerbajdžanski nogometaš